# Trois Saisons
Pour plus de détails, voir Fiche technique et Distribution.
Trois Saisons (Three Seasons) est un film américain réalisé par Tony Bui en 1999.
Il est le premier film américain tourné au Viêt Nam depuis la fin de la Guerre du Viêt Nam, et le premier à être joué en vietnamien par des acteurs vietnamiens.
Au Festival de Sundance 1999, le film a remporté le Grand Prix, le Prix du Public et le Prix de la meilleure photo.

## Synopsis
Au Viêt Nam, entre tradition ancestrale et modernité occidentale, les chemins de cinq personnages vont se croiser dans la populeuse ville de Saïgon.
La jeune Kien An est engagée pour cueillir des lotus blancs pour Maître Dao, dans son temple au milieu d'une mer de lotus. La lèpre a ravagé les traits de cet ancien poète qui se retire du monde. Son inspiration renaît en entendant Kien An chanter.
Hai, calme conducteur de pousse-pousse, tombe amoureux de Lan, une jeune et fière prostituée qui fréquente les nouveaux hôtels huppés. Il participe à une course de rickshaw dans l'espoir de remporter la somme qui lui permettrait de passer une nuit avec elle.
Un jeune garçon, Woody, erre dans les rues sous la pluie, s'introduisant dans les hôtels et les bars pour y vendre des babioles transporté dans une valise attachée à son cou. Dans un de ces lieux, il rencontre l'ancien G.I.'s James Hager qui recherche la fille qu'il a laissée pendant la guerre.
Ces parcours s'entremêlent pour dépeindre un pays agité par le vent du changement. Les personnages ne se rencontrent pas, sauf Hai. Trois saisons ponctuent leur destin

## Fiche technique
- Titre français : Trois Saisons
- Titre original : Three Seasons (USA)
- Réalisation : Tony Bui
- Scénario : Tony Bui
- Musique : Richard Horowitz et Vy Nhat Tao (musique vietnamienne)
- Photographie : Lisa Rinzler
- Décors : Wing Lee
- Montage : Keith Reamer ; Jay Rabinowitz
- Production : Joana Vicente ; Jason Kliot ; Tony Bui
- Sociétés de production : Open City Films ; The Goatsingers
- Sociétés de distribution : October Films ; Mars Films
- Pays d'origine :  États-Unis et  Vietnam
- Langues originales : anglais et vietnamien
- Durée : 104 minutes
- Genre : drame
- Dates de sortie :
  - États-Unis : 23 janvier 1999 (festival de Sundance) ; 30 avril 1999 (sortie nationale)
  - France : 12 janvier 2000

## Distribution
- Don Duong : Hai
- Nguyen Ngoc Hiep : Kien an
- Tran Manh Cuong : Maître Dao
- Harvey Keitel : James Hager
- Zoë Bui : Lan
- Nguyen Huu Duoc : Woody